# Kjersti Buaas
Kjersti Østgård Buaas (ur. 5 stycznia 1982 w Trondheim) – norweska snowboardzistka specjalizująca się w halfpipe’ie i slopestyle'u, brązowa medalistka olimpijska i dwukrotna medalistka mistrzostw świata juniorów.

## Kariera
raz pierwszy na arenie międzynarodowej pojawiła się w 1999 roku, startując na mistrzostwach świata juniorów w Seiser Alm, gdzie zdobyła srebrny medal w halfpipe'ie. Na rozgrywanych dwa lata później mistrzostwach świata juniorów w Nassfeld tej samej konkurencji była najlepsza.
W zawodach Pucharu Świata zadebiutowała 18 listopada 2000 roku w Tignes, zajmując 15. miejsce w halfpipe’ie. Tym samym już w swoim debiucie wywalczyła pierwsze pucharowe punkty. Pierwszy raz na podium zawodów tego cyklu stanęła 16 marca 2001 roku w Ruka, kończąc rywalizację na drugiej pozycji. W zawodach tych rozdzieliła Fabienne Reuteler ze Szwajcarii i Annę Hellman ze Szwecji. W kolejnych startach jeszcze siedem razy stawała na podium zawodów PŚ, odnosząc przy tym cztery zwycięstwa: 7 września 2001 roku w Valle Nevado, 7 grudnia 2002 roku w Tandådalen, 2 listopada 2007 roku w Saas-Fee i 14 marca 2009 roku w La Molina triumfowała w halfpipe’ie. Najlepsze wyniki osiągnęła w sezonie 2012/2013, kiedy to zajęła 8. miejsce w klasyfikacji generalnej AFU, natomiast w klasyfikacji slopestyle'u zdobyła Małą Kryształową Kulę.
Jej największym sukcesem jest brązowy medal w halfpipe’ie zdobyty na igrzyskach olimpijskich w Turynie w 2006 roku. Uległa tam tylko dwóm reprezentantkom USA: Hannie Teter i Gretchen Bleiler. Jeszcze trzykrotnie startowała na imprezach tego cyklu, najlepszy wynik osiągając podczas rozgrywanych cztery lata wcześniej igrzysk w Salt Lake City, gdzie była czwarta, przegrywając walkę o podium z Fabienne Reuteler. Była też między innymi dziewiąta w big air na mistrzostwach świata w Sierra Nevada w 2017 roku.

## Osiągnięcia

### Igrzyska olimpijskie
| Miejsce | Dzień     | Rok  | Miejscowość    | Konkurencja | Zwyciężczyni   |
| ------- | --------- | ---- | -------------- | ----------- | -------------- |
| 4.      | 10 lutego | 2002 | Salt Lake City | Halfpipe    | Kelly Clark    |
| 3.      | 13 lutego | 2006 | Turyn          | Halfpipe    | Hannah Teter   |
| 22.     | 18 lutego | 2010 | Vancouver      | Halfpipe    | Torah Bright   |
| 21.     | 9 lutego  | 2014 | Soczi          | Slopestyle  | Jamie Anderson |

### Mistrzostwa świata
| Miejsce | Dzień       | Rok  | Miejscowość          | Konkurencja | Zwyciężczyni  |
| ------- | ----------- | ---- | -------------------- | ----------- | ------------- |
| 14.     | 27 stycznia | 2001 | Madonna di Campiglio | Halfpipe    | Doriane Vidal |
| 14.     | 22 stycznia | 2005 | Whistler             | Halfpipe    | Doriane Vidal |
| 29.     | 20 stycznia | 2007 | Arosa                | Halfpipe    | Manuela Pesko |
| 9.      | 17 marca    | 2017 | Sierra Nevada        | Big air     | Anna Gasser   |

### Puchar Świata

#### Miejsca w klasyfikacji generalnej
- sezon 2000/2001: 14.
- sezon 2001/2002: -
- sezon 2002/2003: -
- sezon 2003/2004: -
- sezon 2004/2005: -
- sezon 2005/2006: 57.
- sezon 2006/2007:  130.
- sezon 2007/2008: 63.
- sezon 2008/2009: 26.
  - AFU[2]
- sezon 2012/2013: 8.
- sezon 2013/2014: 84.
- sezon 2014/2015: 39.
- sezon 2016/2017: 48.

#### Zwycięstwa w zawodach
1. Valle Nevado – 7 września 2001 (halfpipe)
2. Tandådalen – 7 grudnia 2002 (halfpipe)
3. Saas-Fee – 2 listopada 2007 (halfpipe)
4. La Molina – 14 marca 2009 (halfpipe)

#### Pozostałe miejsca na podium w zawodach
1. Ruka – 16 marca 2001 (halfpipe) - 2. miejsce
2. Valle Nevado – 13 września 2003 (halfpipe) - 3. miejsce
3. Copper Mountain – 11 stycznia 2013 (slopestyle) - 2. miejsce
4. Szpindlerowy Młyn – 16 marca 2013 (slopestyle) - 3. miejsce